# Годонин
Годонин (чеш. Hodonín ['ɦodoɲiːn]), Гёдинг (нем. Göding) — город в Чехии, на юго-востоке Моравии, в Южноморавском крае, на реке Мораве. Годонин лежит в районе именуемом Моравская Словакия. Транспортный узел.
Население 28 тысяч жителей (2005).

## История
Годонин впервые упоминается в 1046 году. В 1228 году получил статус города.
В 1850 году здесь родился Томаш Гарриг Масарик, первый президент Чехословакии.

## Промышленность
Уже конце XIX — начале XX века Годонин был довольно крупным промышленным центром, на страницах Энциклопедического словаря Брокгауза и Ефрона говорилось, что в городе имеются: «заводы сахарный и солодовенный, фабрики; табачная и хлопчатобумажная, паровая мельница…. близ города каменноугольные копи, сахарные и стеклянные заводы.»
В настоящее время развиты машиностроение, пищевая промышленность, производство стройматериалов на базе местного сырья. Близ города — месторождения нефти и лигнитов, крупная энергостанция.

## Культура
В городе функционирует этнографический музей.

## Население
| 1869    | 1869    | 1880    | 1880    | 1890    | 1900    | 1900    | 1910    | 1910    | 1921    | 1930    | 1930    |
| ------- | ------- | ------- | ------- | ------- | ------- | ------- | ------- | ------- | ------- | ------- | ------- |
| 5202    | →5202   | ↗6512   | →6512   | ↗8482   | ↗10 233 | →10 233 | ↗12 197 | →12 197 | ↗13 200 | ↗14 793 | →14 793 |
| 1950    | 1950    | 1961    | 1961    | 1970    | 1970    | 1980    | 1980    | 1991    | 1991    | 2001    | 2014    |
| ↘13 572 | →13 572 | ↗18 021 | →18 021 | ↗20 863 | →20 863 | ↗25 485 | →25 485 | ↗28 230 | →28 230 | ↘27 361 | ↘25 049 |
| 2016    | 2017    | 2018    | 2019    | 2020    | 2021    | 2021    | 2022    | 2023    | 2024    |         |         |
| ↘24 796 | ↘24 728 | ↘24 683 | ↘24 682 | ↘24 512 | ↘24 385 | ↘24 100 | ↘23 828 | ↘23 805 | ↘23 657 |         |         |

## Города-побратимы
- Голич, Словакия
- Каттолика, Италия (1996)[19]
- Цистерсдорф, Австрия
- Штольберг, Германия
- Ясло, Польша